# Бельон, Пауль
Па́уль Бельо́н Сара́чо (исп. Paul Bellón Saracho; род. 4 июня 1997, Гвадалахара) — мексиканский футболист, защитник клуба «Леон».

## Клубная карьера
Бельон — воспитанник клуба «Леонес Негрос». В 2015 году в поединке Кубка Мексики против «Тихуаны» игрок дебютировал за основной состав. 15 сентября 2019 года в матче против «Селаи» он дебютировал в Ассенсо MX. 10 марта 2022 года в поединке против «Тепатитлана» Пауль забил свой первый гол за «Леонес Негрос». Летом 2022 года Бельон на правах аренды перешёл в «Леон». 4 июля в матче против «Атлетико Сан-Луис» он дебютировал в мексиканской Примере. 29 августа в поединке против «Атласа» Пауль забил свой первый гол за «Леон». По окончании аренды клуб выкупил трансфер игрока. В 2023 году Бельон помог команде завоевать Кубок чемпионов КОНКАКАФ.

## Достижения
Клубные
 «Леон»
- Обладатель Кубка чемпионов КОНКАКАФ: 2023